# Reorganización de Montreal

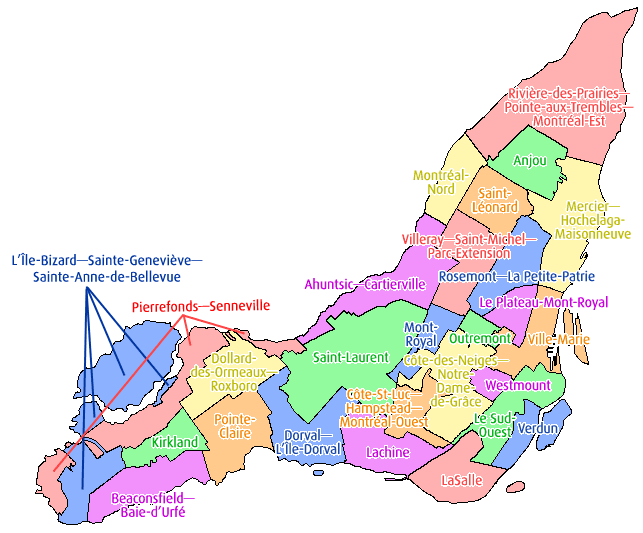
La ciudad de Montreal y sus 26 distritos, antes de la fusión efectuada en 2001

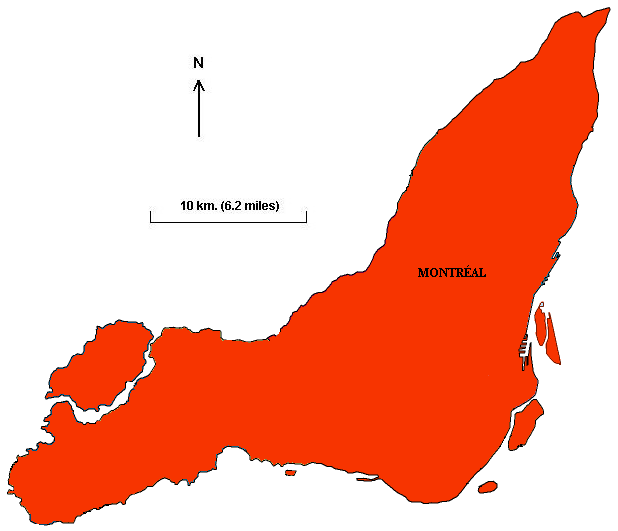
Montreal, entre 2001 y 2005.

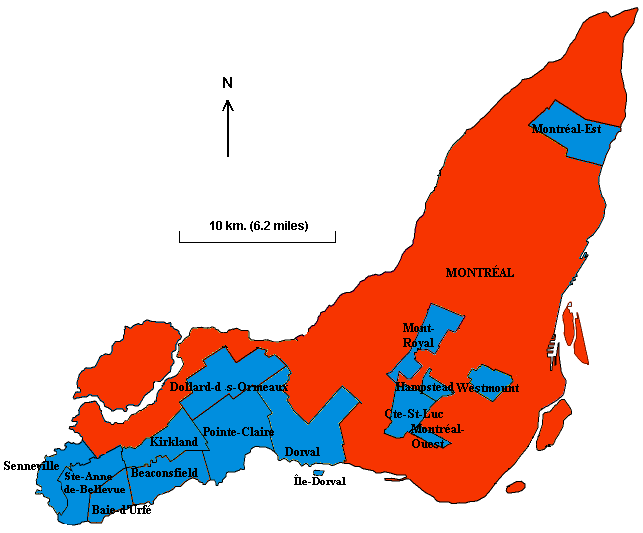
Situación administrativa de la Isla de Montreal desde el 1 de enero de 2006: en rojo, la Ciudad de Montreal (366 km²); en azul, los 15 municipios independientes.

La Reorganización de Montreal entre 2001 y 2006, buscaba incorporar a las comunidades adyacentes, que son parte integral de su vida social y económica de la ciudad.  El proceso estuvo plagado de controversia política y los conflictos lingüísticos.

## Historia
En 2001, el Partido Quebequés, entonces en el gobierno de la provincia, fusionó las otras 26 ciudades que ocupaban la Isla de Montreal, formando una única ciudad –la ciudad de Montreal– bajo el lema Une île, une ville (Una isla, una ciudad), en la misma época de la fusión de otras ciudades de Quebec. Esto se llevó a cabo por razones económicas, ya que se esperaba que cuanto mayor fuese la ciudad, más eficiente sería en términos económicos, pudiendo ser más competitiva con otras ciudades canadienses, como por ejemplo Toronto, que había absorbido cinco ciudades vecinas en 1998.
El 1 de enero de 2002, la Isla de Montreal (residencia de 1,8 millones de personas) y las islas periféricas que formaban parte de la Comunidad Urbana de Montreal, fueron fusionadas en una nueva megaciudad. Los 27 barrios resultantes, así como la ciudad antigua, fueron convertidos en varios distritos municipales que conservaban sus antiguos nombres o (en el caso de zonas del Montreal antiguo) los de sus distritos.
Las ciudades que existían en la Isla de Montreal, unidas en esta fusión eran: Anjou, Baie d'Urfé, Beaconsfield, Côte-Saint-Luc, Dollard-Des Ormeaux, Dorval, Hampstead, L'Île-Bizard, L'Île-Dorval, Kirkland, Lachine, LaSalle, Montréal-Est, Montréal-Nord, Montréal-Ouest, Outremont, Mont-Royal, Pierrefonds, Pointe Claire, Roxboro, Sainte-Anne-de-Bellevue, Sainte-Geneviève, Saint-Laurent, Saint-Léonard, Senneville, Verdún y Westmount.
Sin embargo, como ocurrió en otras fusiones que habían tenido lugar en Canadá, la fusión de estas 26 ciudades no fue del todo aceptada por buena parte de la población de las ciudades implicadas. La presencia de ciudades mayoritariamente anglófonas complicaba aún más esta situación, ya que se fusionarían con la francófona Montreal. La población de estas ciudades temía que sus derechos no fueran respetados con este acto.
En abril de 2002, el Partido Liberal de Quebec derrotó al Partido Quebequense. De acuerdo con las promesas electorales, el Partido Liberal concedió un referéndum a las ciudades que habían sido fundidas con Montreal, pudiendo votar a favor o en contra de la fusión.
Tal referéndum fue realizado el 20 de julio de 2004, en 22 de las 26 antiguas ciudades. De acuerdo con los resultados de la votación, 15 de las antiguas ciudades recuperarían su independencia el 1 de enero de 2006. Las ciudades que siguieron formando parte de Montreal fueron Anjou, L'Île-Bizard, Lachine, LaSalle, Montréal-Nord, Outremont, Pierrefonds, Roxboro, Sainte-Geneviève, Saint-Laurent, Saint-Léonard y Verdun.
Anjou, LaSalle, L'Île-Bizard, Pierrefonds, Roxboro, Sainte-Geneviève, y Saint-Laurent, que contaban con mayoría de votos a favor de la separación no obtuvieron suficientes participación para permitirla, por lo que continuarán formando parte de Montreal. Por otra parte, ni en Lachine, Montréal-Nord, Outremont, Saint-Léonard, Verdun, ni en ninguno de los distritos que constituían la ciudad antigua se convocó referéndum.